# Team Ringeriks-Kraft/Saison 2014
Dieser Artikel listet Erfolge und Fahrer des Radsportteams Team Ringeriks-Kraft in der Saison 2014 auf.

## Erfolge in der UCI Europe Tour
| Datum    | Rennen                                    | Kat. | Fahrer         |
| -------- | ----------------------------------------- | ---- | -------------- |
| 29. Juni | Schwedische Meisterschaft – Straßenrennen | CN   | Michael Olsson |

## Zugänge – Abgänge
| Zugänge          | Team 2013                     | Abgänge              | Team 2014          |
| ---------------- | ----------------------------- | -------------------- | ------------------ |
| Frederik Wilmann | Christina Watches-Onfone      | Anders Kristoffersen | OneCo Cycling Team |
| Michael Olsson   | Team People4you-Unaas Cycling | Marius Hafsås        | Team FixIT.no      |
|                  |                               | Sindre Eid Hermansen | Team FixIT.no      |
|                  |                               | Øystein Fiska        | Unbekannt          |

## Mannschaft
| Name                   | Geburtstag        | Nationalität |
| ---------------------- | ----------------- | ------------ |
| Håkon Frengstad Berger | 24. August 1992   | Norwegen     |
| Thomas Nesset Brahushi | 22. Januar 1993   | Norwegen     |
| Henrik Steen Haugen    | 27. Juni 1992     | Norwegen     |
| Marcus Fåglum Karlsson | 20. Juli 1994     | Schweden     |
| Max Emil Boholm Kørner | 3. September 1991 | Norwegen     |
| Øyvind Lukkedal        | 19. Juni 1994     | Norwegen     |
| Erik Nyqvist           | 26. Mai 1993      | Schweden     |
| Michael Olsson         | 4. März 1986      | Schweden     |
| Petter Theodorsen      | 4. April 1995     | Norwegen     |
| Frederik Wilmann       | 17. Juli 1985     | Norwegen     |
| Kristoffer Wormsen     | 7. September 1991 | Norwegen     |